# Ісько Анастасія Андріївна
Ісько Анастасія Андріївна (нар. 22 листопада 1999, с. Конатківці, Шаргородський район) — українська поетеса, член Національної спілки письменників України (2018).

## Біографія
Народилась 22 листопада 1999 року в с. Конатківці Шаргородського району на Вінниччині у родині педагогів. З 2014 р. здобувала освіту у Барському гуманітарно-педагогічному коледжі ім. М. Грушевського (фах: «Видавнича справа та редагування»). Захоплюється музикою та співом.

## Літературна діяльність
Авторка дебютної збірки віршів «Калиніти» (2017), публікацій у регіональній пресі. Учасниця ЛІТО «Інверсія серця» (м. Бар) та «Автограф» (м. Вінниця).

Учасниця семінарів НСПУ з творчою молоддю в Києві (2016) та Одесі (2017), за результатами яких рекомендована до вступу до Спілки письменників за спрощеною процедурою.

|                                                    | Ліричний світ подолянки Анастасії Ісько дивує своєю імпресивністю, котра межує з апокаліпсизмом і неоготикою, з юнацькою прямотою, із конкретикою та міфом. Філософські, психологічні, націософські проблеми, густі образи-метафори римованих строфічних і астрофічних віршів кличуть до глибоких роздумів над українськими реаліями. |
| — Ірина Зелененька, з анотації до книги «Калиніти» | |

## Нагороди
Лауреатка літературних фестивалів «Малахітовий носоріг» (2015), «Підкова Пегаса» (2016, 2017), «Сурми Звитяги» (2017). 

- Літературно-мистецька премія «Кришталева вишня» (2017).[4]